# Commonwealth Writers' Prize
Commonwealth Writers' Prize är ett årligt litteraturpris som delas ut till två skönlitterära verk skrivna i något av de 53 länderna i det brittiska samväldet. De två klasserna som priset delas ut i är Bästa bok och Bästa novell. Priset delas ut av Commonwealth Foundation med stöd av Macquarie Group Foundation. Priset delades ut första gången 1987 och syftar till att uppmärksamma litteratur skriven av såväl nya som etablerade författare. Syftet med priset är att ge dessa författare uppmärksamhet i fler länder än deras hemland samt att uppmuntra dialog och förståelse för andra kulturer genom läsning.
Varje år delas priser för bästa bok och bästa novell ut i fyra regioner; Afrika, Karibien och Kanada, Sydasien och Europa samt Sydostasien och Stillahavsregionen. Från dessa åtta regionala vinnare utses sedan Bästa bok (10 000 pund i vinst) och Bästa debutbok (5000 pund i vinst) vid en officiell ceremoni som hålls i ett nytt samväldesland varje år.
2012 omorganiserades priset från att tidigare ha delats ut i klasserna Bästa bok och Bästa debutbok till att istället delas ut till Bästa bok och Bästa novell. Sedan 2014 delas endast pris ut i kategorin Bästa novell.

## Vinnare Bästa novell (2012– )
| År   | Region             | Författare                 | Originaltitel                   | Land                |
| ---- | ------------------ | -------------------------- | ------------------------------- | ------------------- |
| 2012 | Stillahavsregionen | Emma Martin                | Two Girls in a Boat             | Nya Zeeland         |
| 2013 | Europa och Kanada  | Eliza Robertson            | We Walked On Water              | Kanada              |
| 2013 | Karibien           | Sharon Millar              | The Whale House                 | Trinidad och Tobago |
| 2014 | Afrika             | Jennifer Nansubuga Makumbi | Let's Tell This Story Properly  | Uganda              |
| 2015 | Europa och Kanada  | Jonathan Tel               | The Human Phonograph            | Storbritannien      |
| 2016 | Asien              | Parashar Kulkarni          | Cow and Company                 | Indien              |
| 2017 | Karibien           | Ingrid Persaud             | The Sweet Sop                   | Trinidad och Tobago |
| 2018 | Karibien           | Kevin Jared Hosein         | Passage                         | Trinidad och Tobago |
| 2019 | Europa och Kanada  | Constantia Soteriou        | Death Customs                   | Cypern              |
| 2020 | Asien              | Kritika Pandey             | The Great Indian Tee and Snakes | Indien              |
| 2021 | Asien              | Kanya D'Almeida            | I Cleaned The                   | Sri Lanka           |
| 2022 | Afrika             | Ntsika Kota                | and the earth drank deep        | Swaziland           |

## Vinnare Bästa bok (1987–2013)
| År   | Region                             | Författare          | Originaltitel                  | Svensk titel             | Land                |
| ---- | ---------------------------------- | ------------------- | ------------------------------ | ------------------------ | ------------------- |
| 1987 | Karibien och Kanada                | Olive Senior        | Summer Lightning               |                          | Jamaica             |
| 1988 | Afrika                             | Festus Iyayi        | Heroes                         |                          | Nigeria             |
| 1989 | Sydasien och Europa                | Marina Warner       | The Lost Father                |                          | Storbritannien      |
| 1990 | Karibien och Kanada                | Mordecai Richler    | Solomon Gursky Was Here        |                          | Kanada              |
| 1991 | Sydostasien och Stillahavsregionen | David Malouf        | The Great World                |                          | Australien          |
| 1992 | Karibien och Kanada                | Rohinton Mistry     | Such a Long Journey            | En sådan lång resa       | Kanada              |
| 1993 | Sydostasien och Stillahavsregionen | Alex Miller         | The Ancestor Game              |                          | Australien          |
| 1994 | Sydasien och Europa                | Vikram Seth         | A Suitable Boy                 |                          | Indien              |
| 1995 | Sydasien och Europa                | Louis de Bernieres  | Captain Corelli’s Mandolin     | Kapten Corellis Mandolin | Storbritannien      |
| 1996 | Sydostasien och Stillahavsregionen | Rohinton Mistry     | A Fine Balance                 | En ömtålig balans        | Australien          |
| 1997 | Karibien och Kanada                | Earl Lovelace       | Salt                           |                          | Trinidad och Tobago |
| 1998 | Sydostasien och Stillahavsregionen | Peter Carey         | Jack Maggs                     |                          | Australien          |
| 1999 | Sydostasien och Stillahavsregionen | Murray Bail         | Eucalyptus                     | Eukalyptus               | Australien          |
| 2000 | Afrika                             | J M Coetzee         | Disgrace                       | Onåd                     | Sydafrika           |
| 2001 | Sydostasien och Stillahavsregionen | Peter Carey         | True History of the Kelly Gang |                          | Australien          |
| 2002 | Sydostasien och Stillahavsregionen | Richard Flanagan    | Gould’s Book of Fish           |                          | Australien          |
| 2003 | Karibien och Kanada                | Austin Clarke       | The Polished Hoe               |                          | Kanada              |
| 2004 | Sydasien och Europa                | Caryl Phillips      | A Distant Shore                | En fjärran kust          | Storbritannien      |
| 2005 | Sydasien och Europa                | Andrea Levy         | Small Island                   | Small Island             | Storbritannien      |
| 2006 | Sydostasien och Stillahavsregionen | Kate Grenville      | The Secret River               |                          | Australien          |
| 2007 | Sydostasien och Stillahavsregionen | Lloyd Jones         | Mister Pip                     | Att tro på Mister Pip    | Nya Zeeland         |
| 2008 | Karibien och Kanada                | Lawrence Hill       | The Book of Negroes            |                          | Kanada              |
| 2009 | Sydostasien och Stillahavsregionen | Christos Tsiolkas   | The Slap                       | Örfilen                  | Australien          |
| 2010 | Sydasien och Europa                | Rana Dasgupta       | Solo                           |                          | Storbritannien      |
| 2011 | Afrika                             | Aminatta Forna      | The Memory of Love             |                          | Sierra Leone        |
| 2012 | Sydostasien och Stillahavsregionen | Shehan Karunatilaka | The Legend of Pradeep Mathew   |                          | Sri Lanka           |
| 2013 | Europa och Kanada                  | Lisa O'Donnell      | The Death of Bees              |                          | Storbritannien      |

## Vinnare Bästa debutbok (1989–2011)
| År   | Region                             | Författare               | Originaltitel                                     | Svensk titel                                    | Land           |
| ---- | ---------------------------------- | ------------------------ | ------------------------------------------------- | ----------------------------------------------- | -------------- |
| 1989 | Karibien och Kanada                | Bonnie Burnard           | Women of Influence                                |                                                 | Kanada         |
| 1990 | Sydostasien och Stillahavsregionen | John Cranna              | Visitors                                          |                                                 | Nya Zeeland    |
| 1991 | Karibien och Kanada                | Pauline Melville         | Shape-Shifter                                     |                                                 | Guyana         |
| 1992 | Karibien och Kanada                | Robert Antoni            | Divina Trace                                      |                                                 | Bahamas        |
| 1993 | Sydasien och Europa                | Githa Hariharan          | The Thousand Faces of Night                       |                                                 | Indien         |
| 1994 | Sydasien och Europa                | Keith Oatley             | The Case of Emily V                               |                                                 | Storbritannien |
| 1995 | Sydostasien och Stillahavsregionen | Adib Khan                | Seasonal Adjustments                              |                                                 | Australien     |
| 1996 | Sydasien och Europa                | Vikram Chandra           | Red Earth and Pouring Rain                        |                                                 | Indien         |
| 1997 | Karibien och Kanada                | Ann-Marie MacDonald      | Fall On Your Knees                                | På dina bara knän                               | Kanada         |
| 1998 | Karibien och Kanada                | Tim Wynveen              | Angel Falls                                       |                                                 | Kanada         |
| 1999 | Karibien och Kanada                | Kerri Sakamoto           | The Electrical Field                              |                                                 | Kanada         |
| 2000 | Karibien och Kanada                | Jeffrey Moore            | Prisoner in a Red-Rose Chain                      |                                                 | Kanada         |
| 2001 | Sydasien och Europa                | Zadie Smith              | White Teeth                                       | Vita tänder                                     | Storbritannien |
| 2002 | Afrika                             | Manu Herbstein           | Ama                                               |                                                 | Sydafrika      |
| 2003 | Sydasien och Europa                | Sarah Hall               | Haweswater                                        |                                                 | Storbritannien |
| 2004 | Sydasien och Europa                | Mark Haddon              | The Curious Incident of the Dog in the Night-Time | Den besynnerliga händelsen med hunden om natten | Storbritannien |
| 2005 | Afrika                             | Chimamanda Ngozi Adichie | Purple Hibiscus                                   | Lila hibiskus                                   | Nigeria        |
| 2006 | Karibien och Kanada                | Mark McWatt              | Suspended Sentences: Fictions of Atonement        |                                                 | Guyana         |
| 2007 | Karibien och Kanada                | DY Bechard               | Vandal Love                                       |                                                 | Kanada         |
| 2008 | Sydasien och Europa                | Tahmima Anam             | A Golden Age                                      | En gyllene tid                                  | Bangladesh     |
| 2009 | Sydasien och Europa                | Mohammed Hanif           | A Case of Exploding Mangoes                       | Mangon som sprängdes                            | Pakistan       |
| 2010 | Sydostasien och Stillahavsregionen | Glenda Guest             | Siddon Rock                                       |                                                 | Australien     |
| 2011 | Sydostasien och Stillahavsregionen | Craig Cliff              | A Man Melting                                     |                                                 | Nya Zeeland    |